# Adam Žampa
Adam Žampa (Kežmarok, 13 de septiembre de 1990) es un deportista eslovaco que compitió en esquí alpino. Su hermano Andreas compitió en el mismo deporte.
Ganó una medalla de plata en el Campeonato Mundial de Esquí Alpino de 2017, en la prueba de equipo mixto.  Participó en tres Juegos Olímpicos de Invierno, entre los años 2014 y 2022, obteniendo en Sochi 2014 el quinto lugar en la prueba combinada y el sexto en el eslalon.

## Palmarés internacional
| Campeonato Mundial | Campeonato Mundial   | Campeonato Mundial | Campeonato Mundial |
| Año                | Lugar                | Medalla            | Prueba             |
| ------------------ | -------------------- | ------------------ | ------------------ |
| 2017               | Sankt Moritz (Suiza) | Medalla de plata   | Equipo mixto       |